# Trại Họp bạn Hướng đạo Thế giới lần thứ 8
Trại Họp bạn Hướng đạo Thế giới lần thứ 8 (8th World Scout Jamboree) được Canada tổ chức năm 1955 tại Niagara-on-the-Lake, Ontario. Trại Họp bạn chứng kiến sự ra đời của Huy hiệu Thành viên Thế giới mà vẫn còn được mang trên đồng phục của các Hướng đạo sinh khắp thế giới.
Đây là lần đầu tiên Trại Họp bạn Thế giới đầu tiên được tổ chức tại Tây Bán Cầu (thật vật, lần đầu tiên ngoài châu Âu). 

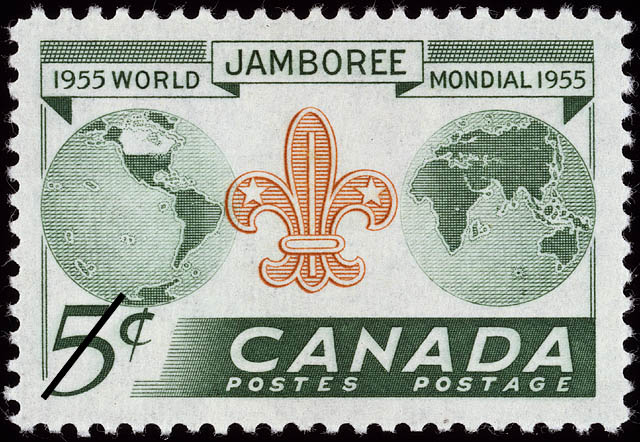
Trại Họp bạn được báo trước trong một tem kỷ niệm in ra năm 1955

. Khung cảnh là một vùng đất công viên của Khu Di tích Lịch sử Doanh trại George, Ontario. Hơn 11.000 Hướng đạo sinh từ 71 quốc gia và thuộc địa đã tham dự sự kiện tụ họp này. Đáng ghi nhớ là số các đoàn Hướng đạo sinh vượt Đại Tây Dương bằng hàng không để tham dự - riêng Anh (Great Britain) có đến 1.000.
Có vài câu chuyện thật bất thường về những nỗ lực để tham dự Trại Họp bạn của các Hướng đạo sinh, thí dụ đoàn của Tân Tây Lan rời nước 4 tháng trước khi cuộc trại khai mạc và hành trình 30.000 dặm để đến nơi họp trại. Cũng có ba Hướng đạo sinh Brasil đến trại họp bạn sau khi rời thị trấn quê hương của mình bằng xe Jeep.
Lễ kỷ niệm 50 năm Trại Họp bạn này được tổ chức trong tháng 9 năm 2005 và lúc đó một tấm bảng đúc kỷ niệm sự kiện này được khánh thành. Hội đồng Công viên Niagara cũng có trồng một cây oak lưu niệm.